# Cirse (groupe)
Pour les articles homonymes, voir Cirse.
Cirse est un groupe de rock alternatif argentin, originaire de José Mármol, à Buenos Aires. Il comprend Luciana Segovia (chant), Gabriel Leopardi (guitare solo), Sebastián « Ziva » Leopardi (basse), et Martin Magliano (batterie). Le groupe compte au total trois albums studio, Bi-polar (2007), Imaginario (2010), et Rompiente (2013) ; deux EP Apuesta (2012) et Pulsiones (EP) (2015), et un DVD, Sinergía (2016).

## Biographie

### Débuts etBi-polar(2003–2009)
En 2003, Luciana Segovia, Gabriel Leopardi, Sebastián « Ziva » Leopardi, et Luisao Fernández forment officiellement Cirse dans la ville de José Mármol. Après un an de composition et une démo, le groupe stabilise sa formation en septembre 2004. Des mois plus tard, César Andino, chanteur de Cabezones, les contact pour un EP six titres. Parallèlement, ils jouent à divers endroits de la capitale fédérale, et dans tout le pays.
En 2005, ils publient le single Algo quedará, extrait de leur futur premier album. Entretemps, le groupe participe à l'album hommage à Luis Alberto Spinetta intitulé Al Flaco… Dale Gracias, avec leur version de la chanson Alma de diamante. La chanson est publiée au début de 2007, et bien accueillie par la presse spécialisée. Leur premier album, Bi-polar, est publié en Argentine le 14 décembre 2007, par le label ArteDark. En 2008, ils commencent leur premier clip, Muy tarde, réalisé par Gustavo Stenta, et diffusé sur les chaines MTV et MuchMusic. À la mi-2008, il est diffusé dans le programme musical Policías en acción.

### Imaginarioet tournées (2009–2013)
En 2009, Luisao Fernández quitte le groupe pour des raisons personnelles, et est remplacé par Gerónimo Pastore, batteur du groupe Asspera. Pastore participe à l'enregistrement de l'album Imaginario, mais quitte rapidement le groupe pour des raisons médicales, devant recevoir un traitement d'urgence contre le cancer. Il est alors remplacé par Lucas Diego, sous les conseils de Luisao. Imaginario est publié en octobre 2010. En décembre 2010, Cirse est voté Bombardeo del demo par FM Rock et Pop Gracias, et joue au Teatro de Colegiales avec Catupecu Machu. Le groupe donne un concert sur la côte argentine pour Paramore au Luna Park le 24 février 2011. La réponse du public est très positive, et grâce au clip Invisible réussit à percer sur des chaines comme MTV, MuchMusic et Q.
Après trois concerts dans la capitale fédérale, ils entament une tournée à Buenos Aires entre mai et juillet 2011, passant par Mar del Plata, à la Ciudad de Santa Fe, et jusqu'à la Ciudad de Rosario. Pour terminer leur tournée, ils jouent avec Avril Lavigne à l'Estadio Malvinas Argentinas, le 24 juillet 2011. Le 24 septembre 2011, Cirse participe au Pepsi Music 2011 et attire les votes sur Facebook. Le groupe est nommé « révélation » et  « meilleur clip » par le Clarín. En 2012, le groupe joue sur la côte atlantique du pays à Mar del Plata, Villa Gesell, visitant l'intérieur du pays, et terminant par un concert au Roxy Club de Palermo. Ils joueront par la suite au Luna Park, aux côtés de Duran Duran. Le 6 juin 2012, ils embarquent au festival culturel organisé par le gouvernement de Buenos Aires, Ciudad Emergente.
Pendant un temps, Cirse joue une nouvelle chanson intitulée Apuesta au Teatro Vorterix en juillet 2012, tiré de l'EP homonyme Apuesta. Ils recrutent entre-temps, à la guitare rythmique, Christian « Nek » Bonelli. Le 3 août 2012, le groupe annonce sur Facebook le départ de Lucas à cause de divergences musicales, et son remplacement par Martin Magliano. Le 21 octobre 2012, le groupe revient au Pepsi Music 2012. En novembre 2012, le groupe est nommé « meilleur groupe de l'année ». En janvier 2013 sort le clip Por tu bien, tourné pendant un concert à La Trastienda Club.

### Rompiente(depuis 2013)

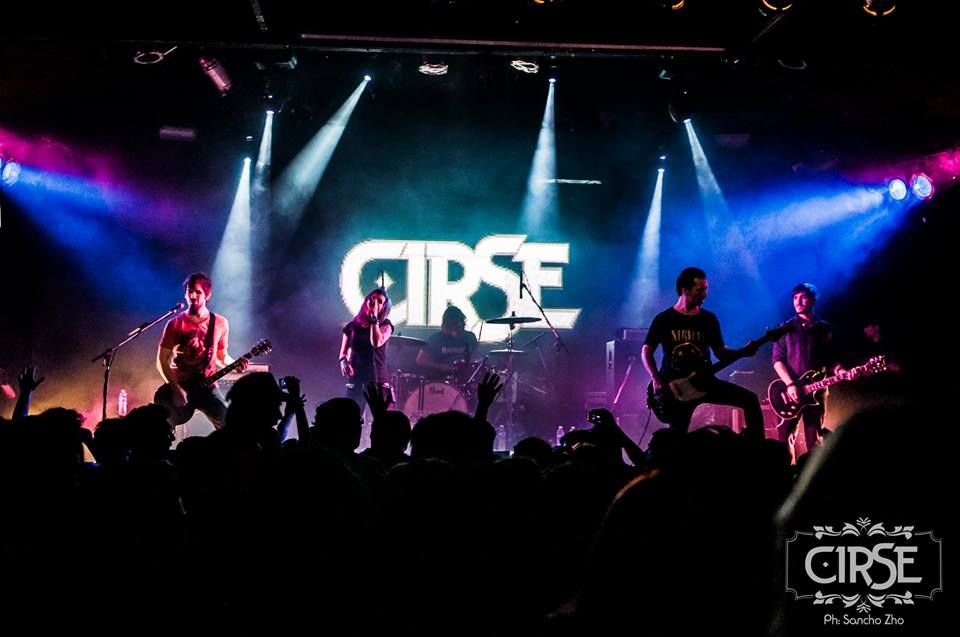
Cirse au Roxy Live, en juin 2014.

Entre avril et juin 2013, le groupe entre en studio pour un troisième album studio, produit par Martín Herrero. Le clip de leur premier single, Miedos, est publié le 7 août 2013. Rompiente est officiellement publié le 23 août 2013 pendant un concert au Teatro Vorterix, pour fêter leurs dix ans d'existence.

## Membres

### Membres actuels
- Luciana Segovia - chant (depuis 2003)
- Gabriel Leopardi - guitare solo, chœurs (depuis 2003)
- Sebastián « Ziva » Leopardi - base, chœurs (depuis 2003)
- Martin Magliano - batterie (depuis 2012)

### Anciens membres
- Christian Bonelli - guitare rythmique (2012–2017)
- Lucas Diego - batterie (2010–2012)
- Gerónimo Pastore - batterie (2009–2010)
- Luisao Fernández - batterie (2003–2009)

## Discographie

### Albums studio
- 2007 : Bi-polar
- 2010 : Imaginario
- 2013 : Rompiente

### EP
- 2012 : Apuesta
- 2015 : Pulsiones[14]

### DVD
- 2016 : Sinergia[15]

### Apparitions
- 2007 : Alma de diamante[2] (sur l'album-hommage Al flaco... dale gracias)